# Neotemnopteryx douglasi
Neotemnopteryx douglasi är en kackerlacksart som först beskrevs av Karlis Princis 1963.  Neotemnopteryx douglasi ingår i släktet Neotemnopteryx och familjen småkackerlackor. Inga underarter finns listade i Catalogue of Life.